# Sela Žakanjska
Sela Žakanjska – wieś w Chorwacji, w żupanii karlowackiej, w gminie Žakanje. W 2011 roku liczyła 68 mieszkańców.